# Sergi Guardiola
Sergio "Sergi" Guardiola Navarro (ur. 29 maja 1991 w Manacor) – hiszpański piłkarz występujący na pozycji napastnika w hiszpańskim klubie Cádiz CF.
25 stycznia 2019 podpisał kontrakt z Realem Valladolid, do którego został sprzedany za 5 milionów euro.